# Bureau d'examen de l'éducation
Le Bureau d'Examen de l'éducation ou Education Review Office (ERO) (Māori : Te Tari Arotake Mātauranga) est le département de la fonction publique de Nouvelle-Zélande chargé d'examiner et de rendre compte publiquement de la qualité de l'éducation et de la prise en charge des élèves dans toutes les écoles et services de la petite enfance de Nouvelle-Zélande.
Le Bureau compte environ 150 agents désignés et répartis dans les cinq régions. Ces régions sont : Nord, Waikato/Baie de l'Abondance, Centre, Sud et Te Uepū ā-Motu (l'unité des services d'examen maoris de l'ERO).
Le Bureau de révision de l'éducation et le ministère de l'Éducation sont deux départements distincts de la fonction publique. Les fonctions et pouvoirs du bureau sont définis dans la partie 28 (articles 323 à 328) de la loi de 1989 sur l'éducation.

## Commentaires
L'ERO examine l'éducation dispensée aux élèves dans toutes les écoles publiques, les écoles privées et les kura kaupapa maoris. Il examine également l'éducation et les soins dispensés aux enfants dans les services d'éducation préscolaire et le kōhanga reo. Les examens s'effectuent tous les trois ans en moyenne, mais sont plus fréquents lorsque les performances d'une école ou d'un service sont inférieures aux normes ou qu'il existe des risques pour l'éducation ou la sécurité des élèves ou des enfants. Le département vérifie également que les écoles satisfont aux exigences légales nécessaires. Parfois, des examens spéciaux d'écoles individuelles sont ordonnés en dehors du cycle d'examen normal, qui se concentrent sur des domaines de préoccupation spécifiques avec la gestion d'une école.
L'ERO rend compte à chaque conseil d'administration de son action et de ses projets. Dans certains cas de mauvais résultats ou de risques majeurs pour les élèves, le ministère peut recommander au ministre et au secrétaire à l'Éducation une certaine forme d'intervention auprès de la direction de l'école. Les rapports sur les écoles et les services à la petite enfance sont librement accessibles au public via le site Web de l'ORE.